# Deutsch László (labdarúgó)
Deutsch László (Budapest, 1999. március 9. –) magyar labdarúgó, a Vasas hátvédje.

## Pályafutása

### Klubcsapatokban
Deutsch a Budatétény SE, a Ferencvárosi TC és a Puskás Akadémián nevelkedett. 2018 és 2019 között a másodosztályú Csákvári TK csapatánál futballozott. A magyar élvonalban 2020. január 25-én mutatkozott be egy Kaposvár elleni mérkőzésen.

### A válogatottban
Többszörös magyar utánpótlás-válogatott. 2021 márciusában Gera Zoltán szövetségi edző nevezte őt a 2021-es U21-es labdarúgó-Európa-bajnokságon szereplő magyar válogatott keretébe.

## Sikerei, díjai
Puskás Akadémia
- Magyar labdarúgó-bajnokság bronzérmes: 2019–20
- Magyar labdarúgó-bajnokság ezüstérmes: 2020–21
- Magyar labdarúgó-bajnokság bronzérmes: 2021–22